# Большая свинка
Большая свинка (лат. Cavia magna) — вид травоядных грызунов семейства свинковых, обитающий в Южной Америке.
Вид распространён в Бразилии (штаты Санта-Катарина и Риу-Гранди-ду-Сул), а также на востоке Уругвая. Обитает в водно-болотных угодьях, в оврагах между холмами, населяет луга и опушки. Самцы вырастают в длину до 31 см и 636 г в весе, самки до 30,3 см в длину и 537 г в весе. Беременность длится в среднем 64 дня. В год бывает до 3 помётов. Размер помёта 1-2 детёныша. 
Основными угрозами для вида являются сжигание растительности с целью устройства пастбищ для крупного рогатого скота. Встречается по крайней мере на одной природоохранной территории в Уругвае (Лагуна де Кастильйос) и по крайней мере в четырёх в Бразилии.